# Ammerúnia
Ammerúnia egy vadregényes fantasy-világ, amelyet Eric Muldoom elbeszélései hívtak életre. A világon jelenleg kora középkori állapotok uralkodnak: az emberek nemrég szabadultak fel az elfek rabigája alól, a vérontások és belviszályok mindennaposak, egy egyszerű halandó számára pedig már az is hőstett, ha eljut egyik városból a másikba.
A világ otthonául szolgál rabszolgasorból kiemelkedett és civilizálódott embereknek (ez a Királyság), de éppúgy barbár törzseknek, melyek a Csontpusztaságot vagy a Djünn-síkságot tartják befolyásuk alatt. A Királyság az elf birodalmak szorításában küzd a túlélésért. Szövetségest északról egyedül a félemberektől vagy a törpöktől remélhet, mert a manónépséget ellenségei között tartja számon. A képzeletbeli olló két szára – a Nyugati és Keleti Elf Császárság – bármely pillanatban összecsattanhat, a Királyság végzetét okozva. Ez elfek birodalmai véres ütközetekben csapnak össze újra és újra, hiszen közeleg az újabb Holdforduló, amely a világot a Hosszú Tél felé röpíti. A Hosszú Tél egyik fajnak sem kegyelmez majd. A túlélés zálogát egyedül a holdkövek jelentik. Ezek birtokosai még reménykedhetnek, hogy a világégés után új életet kezdhetnek. Mindenki más a biztos pusztulással néz szembe.

## A világról
Ammerúnia egy ősi világ, hosszú és viharos történelemmel, melyet a hosszúéletű elfek formáltak. A világ egén hét hold világít, melyek hatással vannak a mágikus áramlatokra. Ammerúnián megtalálható a forró sivatagoktól a fagyos tundrákig, a kopár pusztátoktól az áthatolhatatlan erdőkig, a mély szakadékoktól a megmászhatatlan hegyekig mindenféle tájegység. A hatalmas vadont csak néha szakítják meg az apróbb települések és városok. A régi időkben a mágia mindennapos volt, a világot át-meg-áthálózták a térkapu hálózatok, és más létsíkokkal is tartották a kapcsolatot, mint a Föld vagy Worluk. Bár manapság a mágiaszint a régihez képest leapadt, még mindig jócskán jelen van és relatíve magasnak is számít, a különböző népek pedig képesek egymás torkának ugrani egy jelentősebb mágiaforrás miatt, mint az az Opálváros körüli harcnál meg is történt.

## Pillantás a múltba
Az óelfek idejében az élet esszenciáját hordozó Vonzás (egyfajta varázsszövedék) olyannyira a máguscsászárok befolyása alá került, hogy pusztán a gondolataik útján is képesek voltak átszabni a valóságot. Az egyensúly hamar felborult. A Vonzás halálakor a világ a pusztulás szélére sodródott, mindent elöntött a Sötét Víz. Aki belekerült, elpusztult, vagy Elfajzottá korcsosult.
Az óelfek Nevenincsbe menekültek a Sötét Víz csápjai elől, majd onnét visszaküldték az Ifjakat, hogy tegyenek rendet a káoszban. A „rendcsinálás” közel harminc évezrede vette kezdetét és napjainkig kitart, miközben a világ látszólag visszafordíthatatlanul a Sötét Víz markában vergődik. Ammerúniát minden egyes holdforduló közelebb viszi a Hosszú Télhez, ami a nap és holdak nélküli, fagyott világ rémképével fenyeget. A Holdfordulók a kisebb-nagyobb időre visszaszorított Sötét Víz kiújuló támadásai.
Az Ifjak közül ketten időközben maguk is Elfajzottakká váltak, és a Sötét Vizet szolgálják. A másik három céljai kifürkészhetetlenek, ám egyre kevesebb az esély arra, hogy a világot képesek lesznek megmenteni a pusztulástól. Hogy miért? Ammerúniának összesen nyolc holdja volt a Vonzás halálakor, ám minden holdfordulóban kevesebb és kevesebb jelenik meg közülük. A jelenben az utolsó négy hold egyaránt megtalálható az égbolton. Azaz minden számítás szerint elérkezett az utolsó forduló ideje, ami a Sötét Víz győzelmét és a világ halálát jelenti…
Ebben a sorsfordító játszmában vajon milyen szerepe lehet az embereknek, akik maguk is az elfek rabigájából szabadulva alapították királyságukat, és saját túlélésükért küzdenek? Vajon a sors kereke tartogat-e még meglepetéseket? Vajon sikerül-e visszafordítani a visszafordíthatatlant?
Az idő halad előre a maga útján. Az árnyékvilágokban valami mocorog. Az emberek vérrel és verítékkel felépített Királysága széthullóban. Szerte a birodalomban vérkövekről és lánghordozókról suttognak.
A holdak most újra fordulnak, és talán az Elfajzottak és a Sötét Víz döntő győzelmét hozzák, ami után Ammerúnia fény nélküli, halott pusztasággá változik.

## Népek
- Elfek: Ammerúnia urai, akiknek ideje sokak szerint leáldozott vagy leáldozóban van. Gőgös, kegyetlen holdelfek ugyanúgy megtalálhatóak közöttük, mint nyitott, békeszerető hóelfek.
- Emberek: az emberek egy roppant fiatal faj, akik frissen (400 éve) szerzett szabadságukban ugyanazokat a hibákat követik el, mint egykori uraik. Sokszínűségüket csak az elfeké múlja felül; általánosságban elmondható róluk, hogy technikai és kulturális szinten a 9.-11. század körül tartanak.
- Ximúrok: hóbortos, kaotikus lények, a démonokéval vetekedő természetfeletti erővel és változatos kinézettel, de jóval barátságosabb természettel. Ettől még Ammerúnia többi népe nem fogja keblére ölelni őket, mivel a területükön felbomlanak a természet törvényei: az egyszeri utazó beszélő fákkal, lábakat növesztett halakkal, lebegő tavakkal, életre kelt hajóroncsokkal és egyéb furcsaságokkal találkozhat a területükön. Ammerúnián egy velük foglalkozó tudományág is létrejött, ami a ximurancia nevet viseli, és amelyet Utuk jégmanói űznek mesteri szinten.
- Egyéb fajok: Ammerúnián emellett találkozhatunk félemberekkel (félelf), óriásokkal, törpékkel, manókkal, orkokkal és gyíklényekkel.

## Az elfek birodalmai
Minden elf közös tőről fakad, azaz óelfek (shîr-shuarok) származéka. Ma már egyetlen óelf sincs életben, leszámítva az Ifjakat és néhány Matuzsálemet az Elfajzottak közül. Azok az elfek, akik megőrizték vérük tisztaságát, azíroknak nevezik magukat. Mindazok, akiket megfertőzött a Sötét Víz, ayrok gyűjtőnév alatt ismertek.
Ayrok:
- Holdelf (Nyugati-Elf) Császárság
- Líria Barlangjai
- Sahwara, a vérelfek démon-királysága
- Sziklás (Zaburra) domberődjei
- Asslanthas gyűrű-városa a föld mélyén
- Baar-Shagÿr, a fertőzött sötét elfek tartománya

Azírok:
- Erdőmély (Whuzanest)
- Tűleveles (Amonster)
- Hódombok

## Novellák és regények
Eric Muldoom (Cherubion):
- A Legendák Könyve (Démonok), 1995
- Alice (Lidércek), 1995
- A Korona (Halálosztók), 1996
- Árnyak (Holtak Serege), 1996
- A Démonhercegnő (Démonhercegnő), 1997
- A Fantom, A Sakál és az Aggastyán (Elf Mágia), 1997
- A Varjú (Elf Mágia), 1997
- Görbe Torony (Elf Mágia), 1997
- Lidellé Tornya (Vadak és Barbárok), 1998
- Furcsaságok Palotája (Trollvadászok), 1998
- Fekete Láp (Az alkony királyai), 1998
- Sötét Angyalok (regény), 1999
- Fagyboszorkány (Jégmágia), 1999
- Démonlovasok (Barbár Pokol), 2000
- Wolfenburg (A Sárkány Könnyei), 2001
- Jégmadár – 2002. Cherubion in „Izzó parázs”
- Láncok csörögnek – 2004. Cherubion in "Hittel és vassal"
- Hittel és vassal – 2004. Cherubion in "Hittel és vassal" – (Társszerzőként) Andy R. Cain & Eric Muldoom
- Láng, ha lobban – 2005. Cherubion in "Elf vérrel, holdezüsttel"

Ammerúnia műhely
- Hittel és Vassal (antológia)
- Elf vérrel, holdezüsttel (antológia)
- Soren Ward: Feketepart (regény)
- John S. Talbot: Nekropolisz (játékkönyv)
- Soren Ward: Leceai játszma (regény)
- Sötét elf (antológia)- előkészítés alatt